# Liste der Biografien/Golo
Liste der Biografien |
Portal Biografien |
Personensuche
# |
A |
B |
C |
D |
E |
F |
G |
H |
I |
J |
K |
L |
M |
N |
O |
P |
Q |
R |
S |
T |
U |
V |
W |
X |
Y |
Z |
?
 
Ga |
Gb |
Gc |
Gd |
Ge |
Gf |
Gh |
Gi |
Gj |
Gk |
Gl |
Gm |
Gn |
Go |
Gp |
Gq |
Gr |
Gs |
Gu |
Gv |
Gw |
Gy |
Gz
 
Goa |
Gob |
Goc |
God |
Goe |
Gof |
Gog |
Goh |
Goi |
Goj |
Gok |
Gol |
Gom |
Gon |
Goo |
Gop |
Gor |
Gos |
Got |
Gou |
Gov |
Gow |
Goy |
Goz
 
Gola |
Golb |
Golc |
Gold |
Gole |
Golf |
Golg |
Goli |
Golj |
Golk |
Goll |
Golm |
Goln |
Golo |
Golp |
Gols |
Golt |
Golu |
Golv |
Goly |
Golz
Die Liste der Biografien führt alle Personen auf, die in der deutschsprachigen Wikipedia einen Artikel haben. Dieses ist eine Teilliste mit 88 Einträgen von Personen, deren Namen mit den Buchstaben „Golo“ beginnt.

## Golo
- Golo (* 1948), französischer Autor

### Golob
- Golob, Ana (* 1990), slowenische Fußballspielerin
- Golob, Anja (* 1976), slowenische Autorin
- Golob, Natalija (* 1986), slowenische Fußballspielerin
- Golob, Robert (* 1967), slowenischer Politiker
- Golob, Tadej (* 1967), slowenischer Schriftsteller, Journalist, Kolumnist und Alpinist
- Golob, Žiga (* 1973), slowenischer Jazz- und Studiomusiker
- Golobart, Román (* 1992), spanischer Fußballspieler
- Golobic, Franz (1922–2010), österreichischer Fußballspieler
- Goloboff, Mario (* 1939), argentinischer Schriftsteller
- Goloboff, Pablo A. (* 1962), argentinischer Biogeograph, Bioinformatiker und Arachnologe

### Golod
- Golod, Jewgeni Solomonowitsch (1935–2018), russischer Mathematiker
- Golod, Vassili (* 1993), ukrainischer JournalistVassili Golod (* 1993)

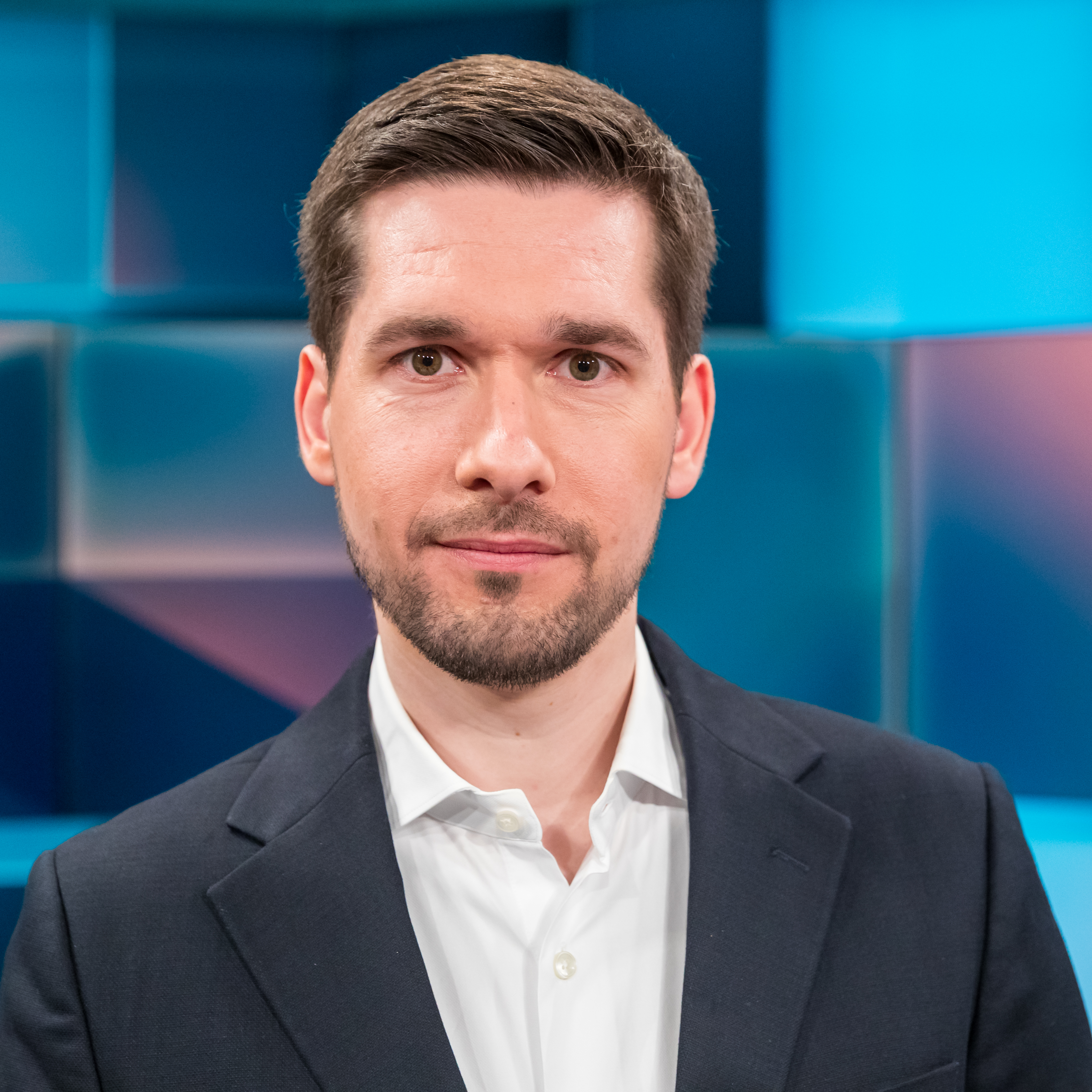
Vassili Golod (* 1993)

- Golod, Vitali (* 1971), ukrainisch-israelischer Schachgroßmeister
- Goloded, Nikolai Matwejewitsch (1894–1937), sowjetischer Parteifunktionär und Staatsmann
- Golodez, Olga Jurjewna (* 1962), russische Ökonomin und Politikerin
- Golodkowskaja, Galina Andrejewna (1927–2011), russische Geologin und Hochschullehrerin
- Golodnizky, Daniel (* 1994), israelischer Eishockeyspieler

### Golof
- Golofca, Cătălin (* 1990), rumänischer Fußballspieler

### Goloj
- Gołojuch, Kazimierz (* 1964), polnischer Politiker, Mitglied des Sejm

### Golol
- Gololobow, Juri Grigorjewitsch (1930–2015), russischer Chemiker

### Golom
- Golomasowa, Ljudmila (* 1947), kasachische Leichtathletin
- Golomb, Elijahu (1893–1945), Zionist und jüdischer Untergrundkämpfer
- Golomb, Michael (1909–2008), US-amerikanischer Mathematiker deutscher Herkunft
- Golomb, Solomon W. (1932–2016), US-amerikanischer Mathematiker und Ingenieur
- Golombeck, Heinz (1948–2023), deutscher Politiker (FDP), MdB
- Golombek, Andreas (* 1968), deutscher Fußballspieler und -trainer
- Golombek, Dana (* 1970), deutsche Schauspielerin und SängerinDana Golombek (* 1970)

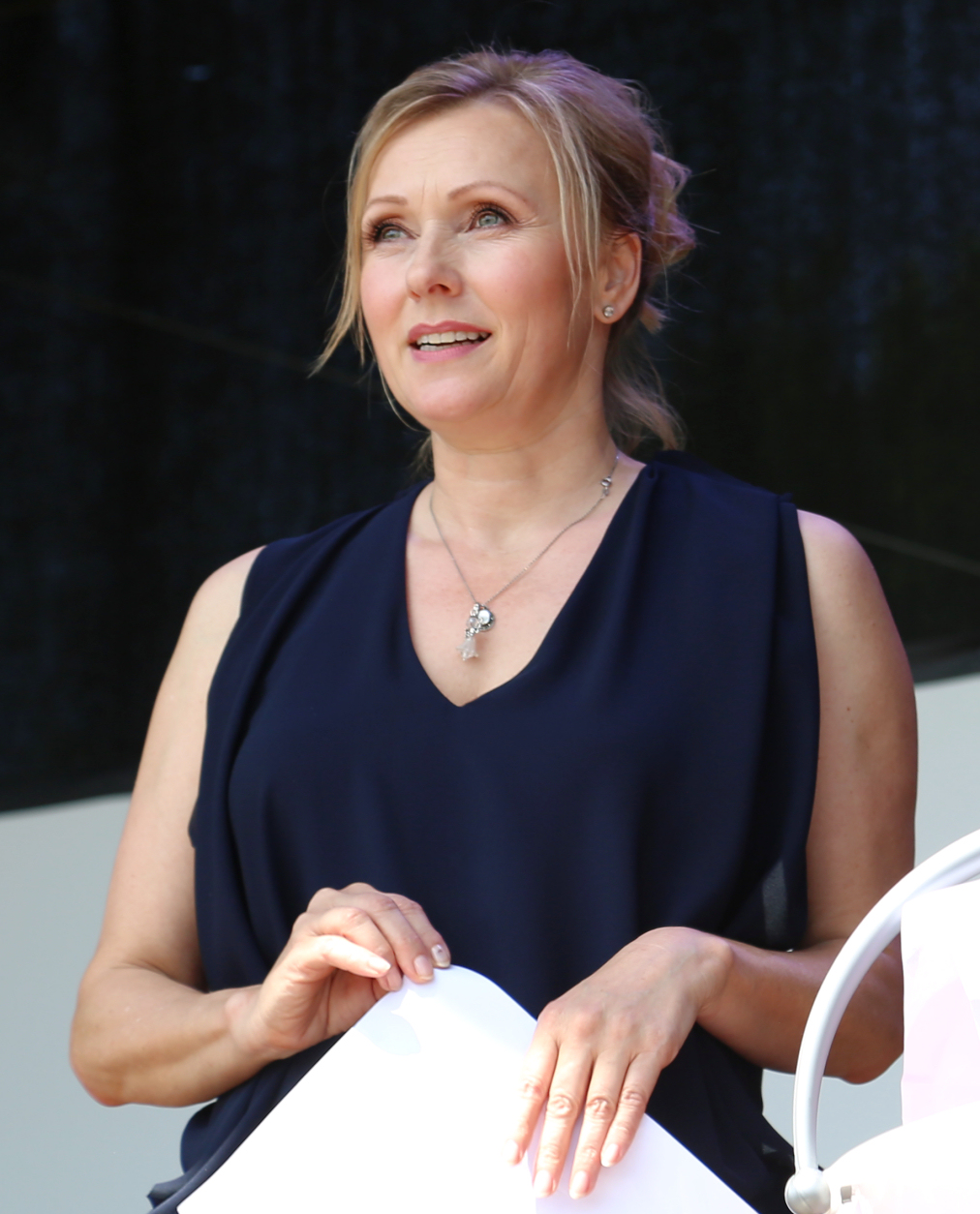
Dana Golombek (* 1970)

- Golombek, Dieter (1933–1995), deutscher Komponist und Kirchenmusiker
- Golombek, Harry (1911–1995), britischer Schachspieler
- Golombek, Roman (* 1976), deutscher Politiker (AfD)
- Golomejew, Atanas (1947–2023), bulgarischer Basketballspieler

### Golon
- Golon, Anne (1921–2017), französische Schriftstellerin
- Golonka, Arlene (1936–2021), US-amerikanische Schauspielerin
- Golonka, Jozef (* 1938), slowakischer Eishockeyspieler und -trainer
- Gołoński, Andrzej (1799–1854), polnischer Architekt

### Golos
- Goloschtschokin, Dawid Semjonowitsch (* 1944), russischer Jazzmusiker
- Goloschtschokin, Filipp Issajewitsch (1876–1941), russischer Bolschewik
- Golossow, Ilja Alexandrowitsch (1883–1945), russischer Architekt und Hochschullehrer
- Golossow, Ilja Jewgenjewitsch (* 2001), russischer Fußballspieler

### Golot
- Gołota, Andrzej (* 1968), polnischer SchwergewichtsboxerAndrzej Gołota (* 1968)

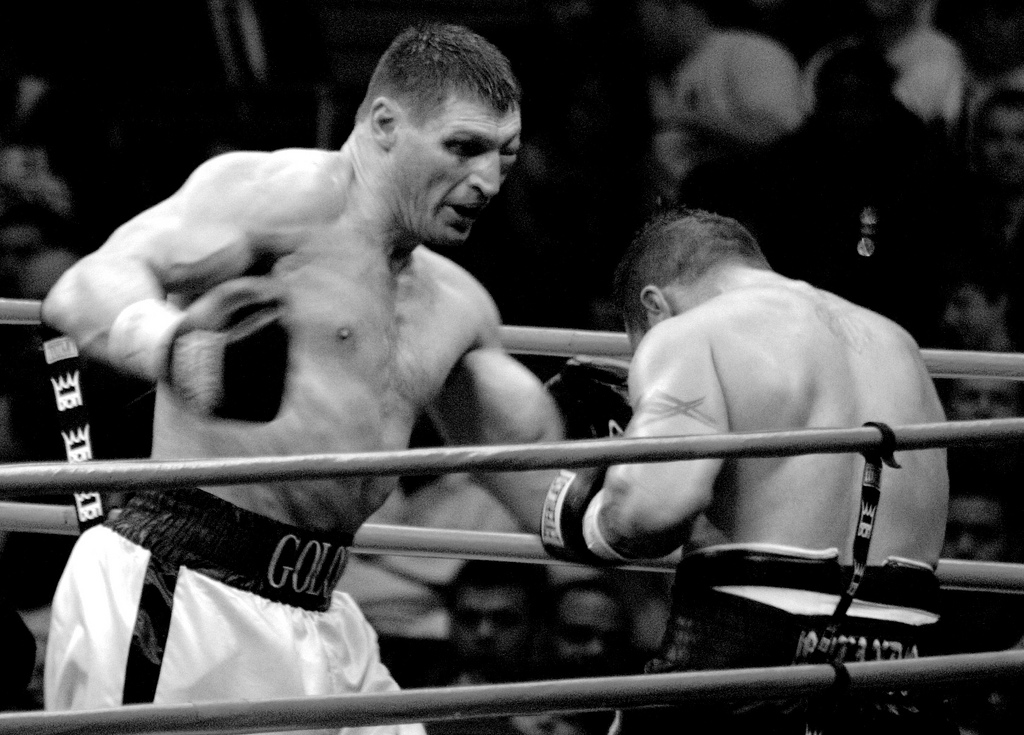
Andrzej Gołota (* 1968)

### Golou
- Goloubef, Cody (* 1989), kanadischer Eishockeyspieler
- Goloubev, Yuri (* 1972), russischer Musiker und Komponist
- Goloubitskaia, Alexandra (* 1980), moldauisch-russisch-österreichische Pianistin und Liedbegleiterin in Österreich

### Golov
- Golovchenko, Javier (* 1974), uruguayischer Schwimmer
- Golovchenko, Kirill (* 1974), ukrainischer Fotokünstler
- Golovin, Nicholas Erasmus (1912–1969), US-amerikanischer Physiker
- Golovin, Tatiana (* 1988), französische Tennisspielerin
- Golovkovs, Georgs (* 1995), lettischer Eishockeyspieler

### Golow
- Golowan, Diana Olegowna (* 1994), russische Skilangläuferin
- Golowanow, Leonid Fjodorowitsch (1904–1980), sowjetischer Grafiker
- Golowanow, Nikolai Semjonowitsch (1891–1953), russisch-sowjetischer Dirigent, Komponist und Hochschullehrer
- Golowanow, Oleg Sergejewitsch (1934–2019), sowjetischer Ruderer und russischer Rudertrainer
- Golowanow, Wassili Jaroslawowitsch (1960–2021), russischer Schriftsteller, Journalist und Fotograf
- Golowanow, Wladimir Semjonowitsch (1938–2003), sowjetischer Gewichtheber
- Golowanowa, Olga Alexandrowna (* 1981), russische Badmintonspielerin
- Golowanowa, Olga Michailowna (* 1983), russische Snowboarderin
- Golowatow, Michail Wassiljewitsch (1949–2022), sowjetischer KGB-Offizier
- Golowin, Akim Filippowitsch (1880–1949), russisch-sowjetischer Metallurg, Werkstoffkundler und Hochschullehrer
- Golowin, Alexander Jakowlewitsch (1863–1930), russischer Maler und Theaterschaffender
- Golowin, Alexander Sergejewitsch (* 1983), russischer Eishockeyspieler
- Golowin, Alexander Sergejewitsch (* 1996), russischer Fußballspieler
- Golowin, Andrei Iwanowitsch (* 1950), russischer Komponist
- Golowin, Awtonom Michailowitsch (1667–1720), General der Infanterie in der Russischen Armee und einer der Vertrauten von Peter dem Großen
- Golowin, Erik (* 1961), Schweizer Autor, Kampfkunstlehrer und Kommunikationstrainer
- Golowin, Fjodor Alexejewitsch (1650–1706), russischer Politiker und Diplomat
- Golowin, Sergius (1930–2006), Schweizer Publizist und MythenforscherSergius Golowin (1930–2006)

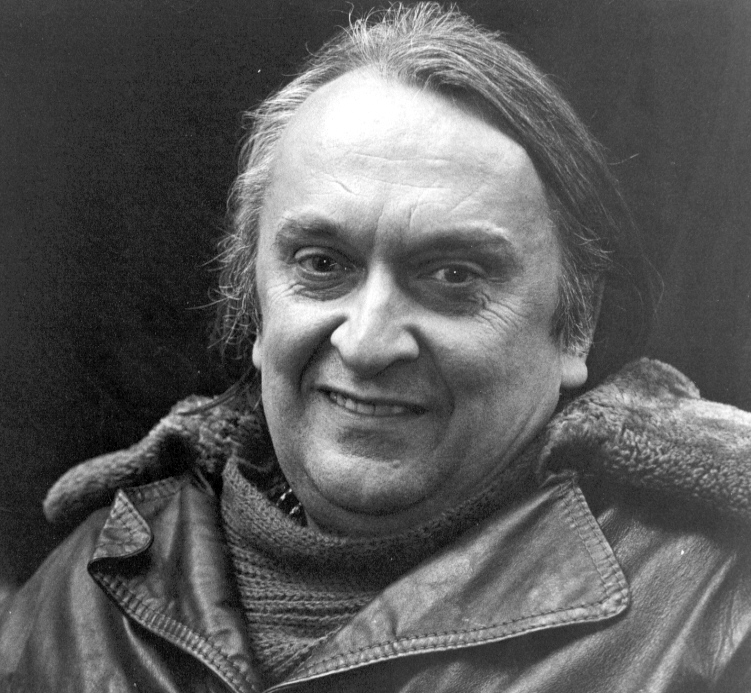
Sergius Golowin (1930–2006)

- Golowina, Jelena Wiktorowna (* 1961), sowjetische Biathletin
- Golowina, Marija Dmitrijewna (* 2007), russische Tennisspielerin
- Golowinski, Matwei Wassiljewitsch (1865–1920), russisch-französischer Autor und Journalist
- Golowkin, Alexander Gawrilowitsch (1688–1760), russischer Gesandter in Berlin, Paris und im Haag
- Golowkin, Gabriel Iwanowitsch (1660–1734), russischer Politiker
- Golowkin, Gennadi (* 1982), kasachischer BoxerGennadi Golowkin (* 1982)

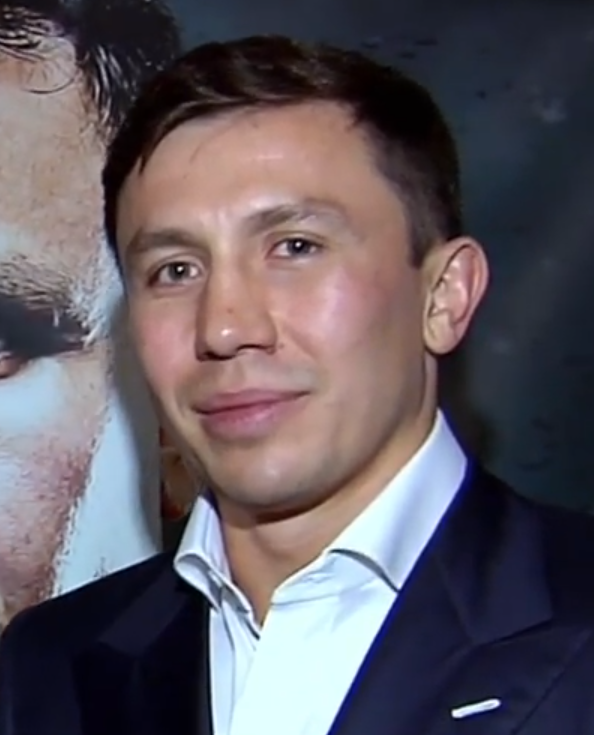
Gennadi Golowkin (* 1982)

- Golowkin, Juri Alexandrowitsch (1762–1846), russischer Diplomat und Botschafter
- Golowkin, Sergei Alexandrowitsch (1959–1996), sowjetischer bzw. russischer Serienmörder
- Golowkina, Olga Gennadjewna (* 1986), russische Langstreckenläuferin
- Golowko, Alexander Walentinowitsch (* 1964), russischer General und Kommandeur der Weltraumtruppen
- Golowko, Andrei (* 1980), kasachischer Skilangläufer
- Golowko, Arseni Grigorjewitsch (1906–1962), sowjetischer Admiral
- Golowko, Kira Nikolajewna (1919–2017), sowjetische bzw. russische Theater- und Filmschauspielerin
- Golowkow, Igor Michailowitsch (* 1990), russischer Eishockeyspieler
- Golowljow, Wladimir Iwanowitsch (1957–2002), russischer Politiker und Abgeordneter der Staatsduma
- Golownin, Wassili Michailowitsch (1776–1831), russischer Marineoffizier und Wissenschaftler
- Golownizki, Lew Nikolajewitsch (1929–1994), sowjetisch-russischer Bildhauer
- Golownja, Anatoli Dmitrijewitsch (1900–1982), sowjetischer Kameramann
- Golowschtschikow, Juri (* 1963), sowjetischer Skispringer
- Golowskoi, Konstantin Jurjewitsch (* 1975), russischer Fußballspieler

### Goloz
- Golozuzkow, Anton Sergejewitsch (* 1985), russischer Turner